# Strobilanthes corrugata
Strobilanthes corrugata är en akantusväxtart som beskrevs av Imlay. Strobilanthes corrugata ingår i släktet Strobilanthes och familjen akantusväxter. Inga underarter finns listade i Catalogue of Life.